# HMS Volage (1825)

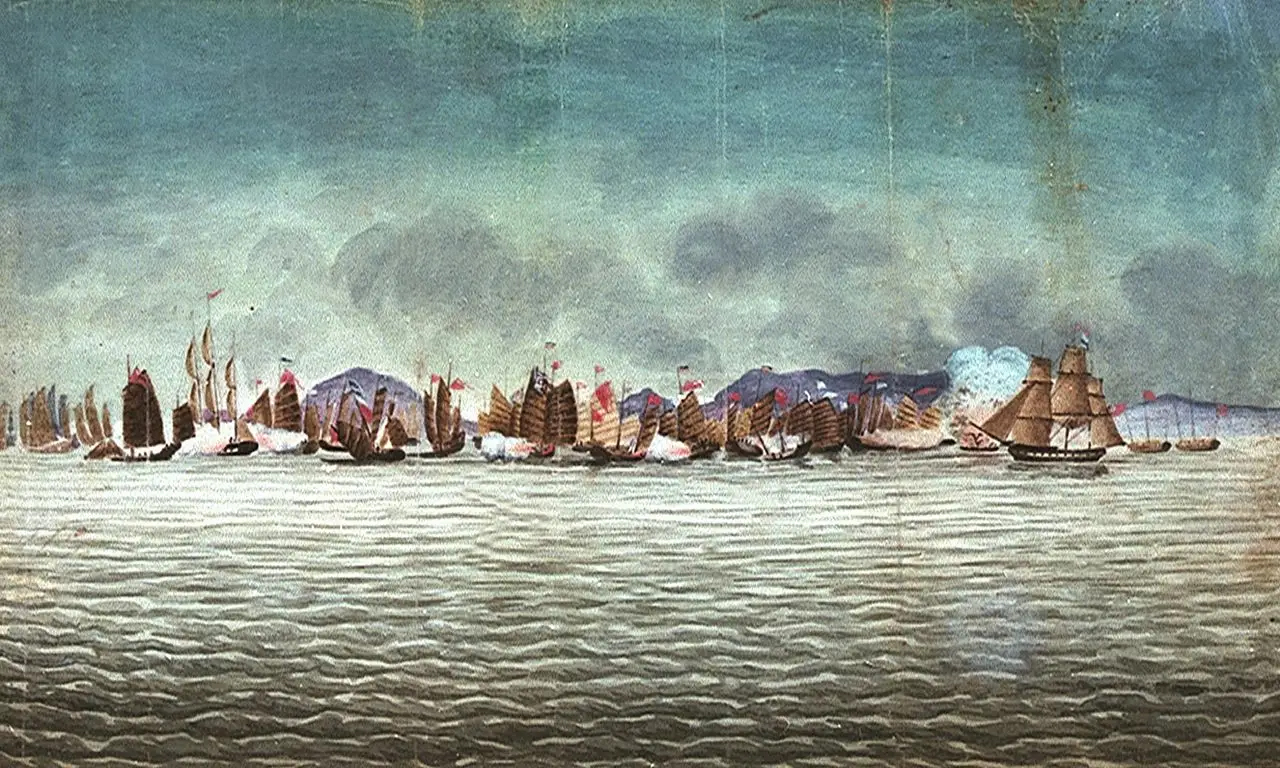
Volagem HMS e HMS Hyacinth enfrenta Juncos chineses na Batalha de Chuenpee.

HMS Volage foi uma fragata à vela de sexta categoria lançada em 1825 para a Marinha Real Britânica .  Em certo ponto, o geólogo Thomas Abel Brimage Spratt serviu a bordo dela. Além de ter sido utilizada por D. Pedro I e sua esposa D. Amélia, no retorno à Europa após a abdicação ao trono brasileiro e no contexto da Guerra Civil Portuguesa, em 1831.

## Construção
Volage era uma fragata única de sexta categoria de 28 canhões projetada e construída pela "classe superior de aprendizes de construtor naval de Portsmouth ". Ela foi encomendada em 16 de junho de 1819 como sucessora das corvetas da classe Atholl, cujo último lote foi encomendado apenas onze dias antes do próprio Volage . Ela foi lançada em agosto e lançada em 20 de fevereiro de 1825 com as seguintes dimensões: 34,7 m ao longo do convés de armas, 29,2 m  na quilha, com boca de 9,8 m e uma profundidade no porão de 2,7 m. Ela carregava 515 toneladas de carga. O processo de adaptação para Volage foi concluído em 26 de janeiro de 1826

## Serviço
Volage serviu como o navio líder na Expedição britânica em Aden, no Iémen, por ser o maior e mais bem armado dos navios reunidos. 
Em 1831, o Volage atracou no Rio de Janeiro (na época capital do Império do Brasil) ao lado do HMS Warspite. O Volage foi a embarcação que levou Dom Pedro I, que acabara de abdicar ao trono brasileiro, para Portugal em 1831, para enfrentar seu irmão Dom Miguel, que havia usurpado o trono da filha mais velha de D. Pedro I, D. Maria II, herdeira legítima ao trono, e que foi para Portugal em outra embarcação, no contexto da Guerra Civil Portuguesa de 1828-1834. A maior parte do longa-metragem de 2022, A Viagem de Pedro, dirigido por Laís Bodanzky, protagonizado por Cauã Reymond, se passa na fragata, durante o retorno de D. Pedro a Portugal.
Volage lutou na Batalha de Chuenpi durante a Primeira Guerra do Ópio sob o comando do Capitão Henry Smith . Em 1847 foi convertido em navio de pesquisa, sendo comandado por Thomas Graves entre outros.  Volage foi implantado no Báltico durante a Guerra da Criméia .
O Volage foi convertido em uma barcaça de pólvora em Sheerness Dockyard em março-junho de 1855, mas foi recomissionado para servir como armazém para o Báltico no final daquele ano. Ela foi emprestada ao Departamento de Guerra como depósito de pólvora no rio Medway em 19 de outubro de 1864 e foi brevemente devolvida ao controle do Almirantado em 10 de fevereiro de 1871 antes de ser emprestada como depósito flutuante de algodão para armas em Upnor em 19 de setembro. A demolição do navio foi concluída em Chatham Dockyard em 12 de dezembro de 1874. 

## Citações
1. ↑  «HMS Volage (1825) 3». www.britainsnavy.co.uk. Consultado em 24 de fevereiro de 2017
2. ↑  Lyon (1997).
3. ↑  Clowes (1901).
4. ↑  Ritchie (1967), p. 269.
5. ↑  Winfield (2014), p. 180.